# Beilngries
Beilngries er en rekreationsby i Landkreis Eichstätt i Regierungsbezirk Oberbayern i den tyske delstat Bayern.

## Geografi
Byen ligger i Altmühljuraregionen i Naturpark Altmühltal. Floderne Altmühl og Sulz løber gennem, og i den nordlige ende af byen passerer Main-Donau-Kanalen.

### Inddeling
Der er følgende bydele, landsbyer og bebyggelser:
Beilngries, Amtmannsdorf, Arnbuch, Aschbuch, Biberbach, Eglofsdorf, Gösselthal, Grampersdorf, Hirschberg, Irfersdorf, Kaldorf, Kevenhüll,
Kirchbuch, Kottingwörth, Leising, Litterzhofen, Neuzell, Oberndorf, Paulushofen, Wiesenhofen, Wolfsbuch

## Historie
Beilngries nævnes første gang 1007 som Bilingriez. Den hørte til Bisbedømmet Eichstätt, og fik af biskop og senere pave Viktor II. i 1053 markeds og toldrettigheder. Omkring 1300 blev St. Walburgakirken færdigbygget. Byen fik i senmiddelalderen fæstningsværker med mure og voldgrave, der forhindrede ødelæggelse i Den tyske bondekrig (1524-1525). 1633 overgav byen sig uden kamp til Bernhard von Weimars tropper. 1802 stoppede den sidste fyrstebiskop og Beilngries blev besat at tropper fra Bayern. Ludwigskanalen blev åbnet i 1846 og brugtes i Beilngries hovedsageligt til træ- og vinhandel.